# Audrey Sauret
Pour les articles homonymes, voir Sauret.
Audrey Sauret, née le 31 octobre 1976 à Charleville-Mézières, est une joueuse française de basket-ball, qui évoluait au poste de meneuse ou arrière. 
Depuis 2015, elle est manageuse générale de plusieurs clubs masculins (l'Étoile de Charleville-Mézières, Hermine de Nantes puis Élan béarnais Pau-Lacq-Orthez), devenant ainsi la première ancienne joueuse et la seconde femme à occuper un tel poste.

## Biographie

### Carrière sportive
Elle fait son apprentissage à l'INSEP. À sa sortie, elle rejoint le club de l'US Valenciennes-Orchies. Pour sa première saison sous ses nouvelles couleurs, elle remporte le championnat de France et le Tournoi de la Fédération. Deux nouvelles victoires dans cette épreuve enrichissent son palmarès.
En 1998, elle rejoint le rival numéro un de Valenciennes sur la scène française, le club de CJM Bourges Basket, alors double tenant de l'Euroligue. Durant les deux saisons passées dans ce dernier club, elle remporte deux titres de championne de France, deux tournois de la Fédération. Sur le plan européen, elle participe au Final Four 2000, battue en finale.
Après ces deux saisons, elle retrouve son ancien club de l'USVO. La finale du Final Four 2001 de l'Euroligue oppose, à Messine, les deux clubs français. La Berruyère Cathy Melain donne la victoire à Bourges sur un dernier panier après avoir traversé le terrain. Valenciennes se venge peu après en remportant la finale du championnat de France, finale qui oppose les deux mêmes équipes. 
La saison suivante, le club de Valenciennes réussit une saison pleine. Le club participe à sa deuxième finale d'Euroligue consécutive. À Liévin, Valenciennes, Sous la direction de Laurent Buffard et avec Ann Wauters, Isabelle Fijalkowski, Sandra Le Dréan remporte son premier titre européen en battant le club polonais de Lotos Gdynia, mené par Małgorzata Dydek. Sur la scène française, Valenciennes réalise le grand chelem en remportant le championnat, la Coupe de France et le tournoi de la Fédération. 
La saison suivante, Valenciennes et Bourges se qualifient tous les deux pour le Final Four. Celui-ci, disputé à Bourges, voit une demi-finale opposant les deux clubs français. Valenciennes remporte celle-ci sur le score de 89 à 57 avant d'échouer en finale face au club russe de UMMC Iekaterinbourg. Valenciennes réussit de nouveau le grand chelem dans les compétitions françaises.
Pour la saison 2003-2004, Valenciennes se débarrasse en demi-finale du Final Four du club local de Pécs. La finale oppose, comme en 2002, Valenciennes au club polonais de Gdynia. Mais, au contraire de la précédente finale, Valenciennes domine aisément la rencontre et remporte son deuxième titre européen. Pour sa part, Sauret termine dans le meilleur cinq du Final Four. Comme les deux saisons précédentes, Valenciennes reste intraitable en France.
Après une nouvelle saison où Valenciennes remporte les trois titres nationaux, elle décide de se lancer un nouveau défi en rejoignant le club russe de UMMC Iekaterinbourg. Elle y évolue pendant deux saisons, puis, pour la saison 2007-08, elle rejoint le club italien de Tarente CB.
Elle débute avec l'Équipe de France en 1994 face à l'Allemagne. Depuis elle participe à pratiquement toutes les campagnes de celle-ci. Elle participe ainsi à six Championnat d'Europe. En 1999, elle obtient la médaille de bronze avant de remporter le titre européen en France en 2001. 
Elle participe également à deux championnats du monde, en 2002 et 2006, et aux jeux Olympiques de Sydney.
En mars 2008, elle annonce sur son site officiel son intention de mettre fin à sa carrière en équipe de France. Elle explique sa décision ainsi : « Il ne m'est pas possible, à 31 ans, de m'aventurer dans une nouvelle campagne lorsqu'on me présente aucun projet en tant que tel ».
Sans club en octobre 2010, elle s'entraîne avec l'équipe de Nantes-Rezé sous la direction de son ancien entraîneur Laurent Buffard. Elle rejoint l'équipe italienne du Basket Parma en janvier 2011 où elle retrouve une autre Française Nicole Antibe. Elle prend un poste majeur avec 7,2 points, 4 rebonds, 1,4 passe en 33 minutes dans un club qui termine finalement la saison en dixième position du championnat. Le club assure son maintien dans l'élite à l'issue d'un play-out disputé par quatre équipes. 
À l'été 2011, elle rejoint Lyon Basket Féminin, promu en LFB. Elle doit déclarer forfait pour la saison 2013-2014 en raison de problèmes à un genou. Après plusieurs saisons à Lyon, elle quitte le club en mai 2014 puis annonce officiellement sa retraite sportive.

### Carrière de dirigeante
Elle se reconvertit début 2015 comme manager général du club masculin de l'Étoile de Charleville-Mézières qui évolue en Pro B, seconde femme à occuper un tel poste après Elsa Toffin-Danflous à Évreux. Elle quitte son poste le 3 mai 2018 alors que le club est bon dernier de Pro B et en grande difficulté financière.
Elle retrouve un poste similaire en signant à l'Hermine de Nantes également en Pro B le 4 juin 2018.
En août 2022, Audrey Sauret est nommée directrice générale de l'Élan béarnais Pau-Lacq-Orthez, club masculin évoluant en première division. Le 8 décembre, sa fonction évolue en directrice sportive.

### Hors des terrains
Elle est également la marraine des « Stars de Champagne ».
Elle est aussi consultante Basket pour le compte de beIN Sports, notamment en commentant des matches.
En 2016-2017, son club engage son ex-compagnon et père de son enfant Wilbert Brown meilleur marqueur de nationale 1 l'année précédente et qui est nommé capitaine de l’Étoile.

## Carrière
| Saisons   | Équipe                    | Pays   |
| --------- | ------------------------- | ------ |
| 1990-1993 | INSEP (NF1B)              | France |
| 1993-1998 | US Valenciennes-Orchies   | France |
| 1998-2000 | CJM Bourges Basket        | France |
| 2000-2005 | US Valenciennes Olympic   | France |
| 2005-2007 | UMMC Iekaterinbourg       | Russie |
| 2007-2009 | Tarente CB                | Italie |
| 2009-2010 | Famila Schio              | Italie |
| 2010-2011 | ASD Basket Parme          | Italie |
| 2011-2014 | Union Lyon Basket Féminin | France |

| Saisons | Équipe                | Pays       |
| ------- | --------------------- | ---------- |
| 2001    | Mystics de Washington | États-Unis |
| 2002    | Mystics de Washington | États-Unis |

## Palmarès

### Équipe de France
- Championnat d'Europe féminin de basket-ball 
  -  Championne d'Europe 2001, France
  -  Vice-Championne d'Europe 1999, Pologne
- 202 sélections en Équipe de France entre 1994 et 2007.

### Club
- Championne d'Europe Euroligue 2002, 2004
- Vice-Championne d'Europe Euroligue 2000, 2001, 2003
- Championne de France 1994, 1999, 2000, 2001, 2002, 2003, 2004 et 2005
- Coupe de France 2001, 2002, 2003 et 2004
- Tournoi de la Fédération 1994, 1997, 1998, 1999, 2000, 2002, 2003, 2004 et 2005
- Open LFB 2003, 2004
- Meilleure joueuse du Championnat de France pour la saison 2003-2004
- Capitaine de l'équipe de Valenciennes en 2001

## Statistiques personnelles en LFB
| Saison Club            | M  | Min   | 2Pts | 2Pts | 2Pts | 2Pts int. | 2Pts int. | 2Pts int. | 2Pts Ext. | 2Pts Ext. | 2Pts Ext. | 3Pts | 3Pts | 3Pts | LF | LF | LF   | Rebonds | Rebonds | Rebonds | Rebonds | F   | Fp  | C   | PD  | Int | BP  | Eva   | Pts | Pts  |
| Saison Club            | M  | Mo    | R    | T    | %    | R         | T         | %         | R         | T         | %         | R    | T    | %    | R  | T  | %    | Ro      | Rd      | Rt      | Mo      | F   | Fp  | C   | PD  | Int | BP  | Mo    | Tot | Mo   |
| 2004-2005 Valenciennes | 16 | 31:01 | 40   | 100  | 40.0 | 31        | 68        | 45.6      | 9         | 32        | 28.1      | 17   | 38   | 44.7 | 15 | 28 | 53.6 | 10      | 41      | 51      | 3.2     | 1.4 | 2.2 | 0.0 | 4.3 | 1.2 | 2.5 | 9.4   | 146 | 9.1  |
| 2003-2004 Valenciennes | 26 | 26:36 | 67   | 158  | 42.4 | 56        | 100       | 56.0      | 11        | 58        | 19.0      | 31   | 84   | 36.9 | 47 | 60 | 78.3 | 12      | 44      | 56      | 2.2     | 1.0 | 2.2 | 0.1 | 5.5 | 2.0 | 1.4 | 12.9  | 274 | 10.5 |
| 2002-2003 Valenciennes | 29 | 29:01 | 78   | 187  | 41.7 | 52        | 110       | 47.3      | 26        | 77        | 33.8      | 12   | 39   | 30.8 | 46 | 59 | 78.0 | 24      | 52      | 76      | 2.6     | 1.4 | 2.1 | 0.1 | 5.8 | 1.8 | 1.4 | 10.2  | 238 | 8.2  |
| 2001-2002 Valenciennes | 23 | 28    | 80   | 170  | 47   | -         | -         | -         | -         | -         | -         | 15   | 51   | 29   | 31 | 52 | 59   | 12      | 51      | 63      | 2       | -   | -   | 0   | 121 | 50  | 37  | 12    | 206 | 9    |
| 2000-2001 Valenciennes | 28 | 33.5  | 133  | 296  | 44.9 | -         | -         | -         | -         | -         | -         | 28   | 84   | 33.3 | 64 | 86 | 74.4 | 18      | 57      | 75      | 2.7     | -   | -   | 2   | 138 | 58  | 71  | 13.39 | 358 | 12.8 |
| 1999-2000 Bourges      | 26 | 35.9  | 142  | 277  | 51.3 | -         | -         | -         | -         | -         | -         | 25   | 71   | 35.2 | 42 | 58 | 72.4 | 9       | 57      | 66      | 2.5     | -   | -   | 2   | 80  | 70  | 51  | 14.12 | 351 | 13.5 |
| 1998-1999 Bourges      | 28 | 30.3  | 132  | 252  | 52.4 | -         | -         | -         | -         | -         | -         | 30   | 76   | 39.5 | 39 | 49 | 79.6 | 10      | 62      | 72      | 2.6     | -   | -   | 3   | 60  | 81  | 39  | 13.57 | 333 | 11.9 |

## Décorations
- Chevalier de la Légion d'honneur (2025)[17].